# Агата Орешки
Агата Орешки - Јага (Вугловец, 31. мај 1906 - Загреб, 7. јун 1991) је била хрватска комунисткиња и револуционарка позната као "једина жена из Југославије која је преживела голготу Стаљинових концентрационих логора".
Била је жена убијеног секретара СКОЈ-а Мије Орешког.

## Биографија
Агата Орешки рођена 31. маја 1906. у месту Вугловец, општина и срез Иванец.
У Загребу је била фабричка радница и активисткиња радничког покрета. Одмах по завођењу шестојануарске диктатуре 1929. године и отежаног илегалног рада у Загребу, заједно са својим мужем Мијом Орешким, секретаром илегалног СКОЈ-а, прелази у Самобор, где постаје центар њиховог деловања.
Када је полиција, 27. јула 1929. године опколила кућу у Самобору у којој су Агата и Скојевци тајно боравили, њен муж и другови су пружили отпор и у сукобу с полицијом погинули. Док је трајала пуцњава, Агата је притрчала архиву у запалила га у пећи. У пуцњави је и она рањена, након чега је ухапшена.
У затвору је била до 1931. године, након чега наставља са активизмом. Због сталне опасности од полиције и прогона, на иницијативу Јосипа Броза, ЦК КПЈ послао је 1935. године Агату Орешки с њеним 8-годишњим сином Владимиром у Совјетски Савез. Радила је у фабрици у Орџоникидзеу.
1938. године је за време Стаљинових чистки ухапшена и одведена у Сибир, где је провела осам година. Била је затворена је у затвору у Брјанску, те у логорима Архангелск, Папинка и Талага.
Њен син Владимир Орешки је у одсуству мајке живео по разним дечијим домовима, а 1944. године (као петнаестогодишњак) ступио је у југословенску тенковску бригаду, формирану у СССР, и са њом дошао у Југославију.
Агата Орешки је пуштена на слободу 1947. године, након чега се вратила у Југославију. По повратку у земљу Агата Орешки није примљена с добродошлицом, наишла је на сумње и подозрења, није затварана ни прогањана, али јој није указивана никаква пажња; избегавали су је, препуштали је самој себи. Дуго година није хтела јавно проговорити о својој трагичној судбини. Напослед је попустила и проговорила сину, који је забележио њене успомене и објавио их после њене смрти.
Умрла је 7. јуна 1991. године. Сахрањена је на гробљу Мирогој у Загребу.